# Ивченко, Евгений Михайлович
Евге́ний Миха́йлович И́вченко (26 июня 1938, Искрисковщина, Харьковская область — 2 июня 1999) — советский легкоатлет, мастер спорта СССР международного класса, заслуженный мастер спорта СССР.

## Карьера
В 1972 году на Олимпийских играх Евгений участвовал в ходьбе на 20 километров, но по ходу дистанции был дисквалифицирован.
23 мая 1980 года на чемпионате СССР установил мировой рекорд в ходьбе на 50 километров — 3:37.36. Этот результат признаётся белорусской федерацией лёгкой атлетики, однако ИААФ считает, что рекорд Белоруссии принадлежит Александру Поташёву — 3:40.02.
На Олимпиаде в Москве Ивченко стал бронзовым призёром в ходьбе на 50 километров, уступив восточногерманцу Хартвигу Гаудеру и испанцу Хорхе Льопарту. Эту награду Евгений выиграл в возрасте 42-х лет и стал одним из самых возрастных призёров в лёгкой атлетике в истории Олимпийских игр.
Также Ивченко является победителем матча СССР — США 1973 года, четырёхкратным серебряным призёром чемпионата СССР в ходьбе на 20 километров и двукратным серебряным призёром Кубка СССР в ходьбе на 50 километров.